# Легница (станция)
Легни́ца (пол. Legnica) — узловая пассажирская и грузовая железнодорожная станция в городе Легница, в Нижнесилезском воеводстве Польши. Имеет 5 платформ и 8 путей.
Станция была построена в 1844 году, когда город Легница (нем. Liegnitz, Лигниц) был в составе Королевства Пруссия.
Теперь станция Легница обслуживает переезды на линиях: 
- Вроцлав — Легница — Губен (линия международная),
- Легница — Катовице,
- Легница — Ежманице-Здруй,
- Легница — Рудна-Гвизданув.